# Nikolái Aleksándrovich Morózov
Nikolái Aleksándrovich Morózov (en ruso: Никола́й Алекса́ндрович Моро́зов; 7 de julio de 1854 - 30 de julio de 1946) fue un revolucionario ruso, que pasó aproximadamente 25 años en prisión antes de centrar su atención en varios campos de la ciencia.

## Biografía
Morózov era hijo de un terrateniente y de una sierva. Nació en el pueblo de Borok en la Gobernación de Yaroslavl del Imperio ruso. Desde muy joven se interesó por la política, siendo expulsado de la escuela secundaria acusado de actividades subversivas (la distribución de una revista científica fue considerada subversiva porque por entonces en las escuelas rusas no se enseñaban ciencias). Se unió al Círculo Chaikovski antes de trasladarse a la localidad suiza de Ginebra en 1874.
Hacia 1878, Morózov era miembro de la sociedad revolucionaria campesina Tierra y Libertad, donde fue coeditor con Serguéi Kravchinski de la declaración Tierra y Libertad. La sociedad afrontó una crisis interna motivada por las tácticas a emplear, y se dividió en dos grupos en agosto de 1879. Morózov rechazó el uso continuado de la propaganda para producir el cambio social, y se unió al sector más radical de las dos facciones, convirtiéndose en uno de los dirigentes del nuevo grupo denominado Naródnaya Volia (La Voluntad del Pueblo).
En 1880, Olga Liubatóvich y Morózov abandonaron Naródnaya Volya y se fueron a vivir primero a Ginebra y después a Londres, donde conocieron a Karl Marx. Mientras estuvo en el exilio, Morózov escribió La Lucha Terrorista, un panfleto en el que explicaba sus puntos de vista sobre cómo conseguir una sociedad democrática en Rusia. Defendía la idea de formar un gran número de grupos terroristas independientes pequeños, argumentando que así sería más difícil para la policía detener a los activistas. Esta disposición también contribuiría a impedir que un pequeño grupo de dirigentes se hicieran con el poder, lo que podría derivar en una dictadura después del derrocamiento del zar.
Morózov regresó a Rusia para propagar La Lucha Terrorista, lo que condujo a su pronta detención después de su llegada, siendo encarcelado en Suwałki. Olga Liubatóvich, que acababa de tener un hijo, intentó rescatar a Morózov, pero también fue arrestada y enviada a Siberia en noviembre de 1882.

## Ideas científicas

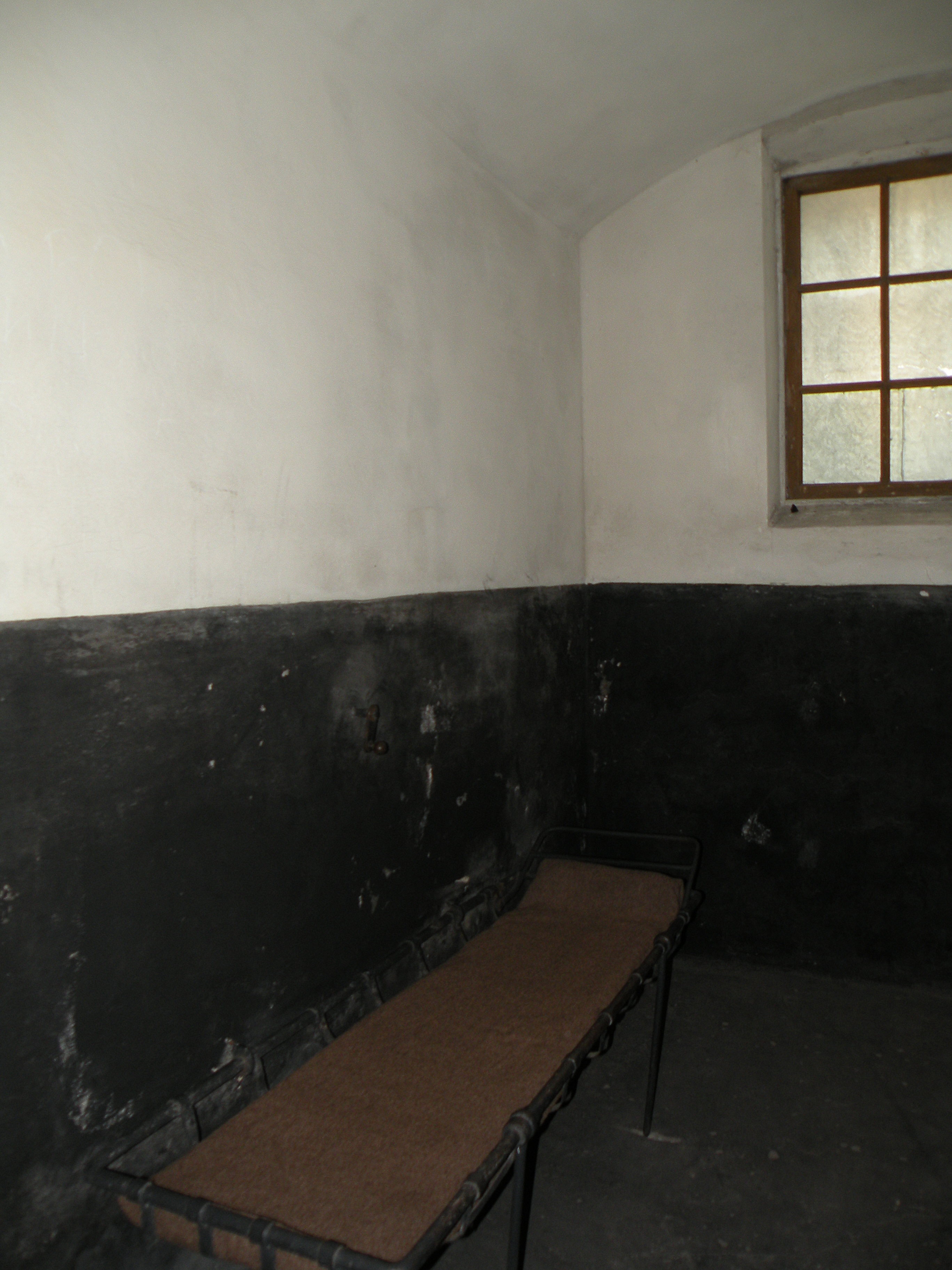
Celda de Morózov en Shlisselburg

Entre 1882 y 1905, Morózov estuvo encarcelado en la fortaleza de San Pedro y San Pablo y en Shlisselburg por sus actividades políticas. En aquel periodo escribió versos políticos, y comenzó a estudiar con intensidad física, química, astronomía e historia. Tras ser liberado en 1906, empezó a enseñar química y astronomía en la Universidad de San Petersburgo. En 1907, fue elegido a la Duma, pero no pudo ocupar su escaño por su condición de exconvicto. Pasó a formar parte de numerosas asociaciones científicas, incluyendo el Aero-club de Rusia, y continuó con sus actividades de agitación ideológica. Por la publicación de su libro Canciones de las Estrellas en 1910, fue encarcelado de nuevo durante un año.
Muchas de sus ideas científicas fueron heterodoxas y aventuradas. Conjeturó que los átomos tenían una compleja estructura en distintos niveles, y que podían ser transformados. En su tratado sobre la tabla periódica, Morózov pronosticó el descubrimiento de elementos inertes. 
En 1907, publicó El Apocalipsis en la Tormenta y el Trueno, donde exponía sus hipótesis:
- El Apocalipsis de San Juan se puede datar astronómicamente en el 30 de septiembre del año 395.
- El autor del Apocalipsis se identifica con Juan Crisóstomo.

Después de la Revolución de Octubre, perdió su interés por la política, dedicándose a la actividad académica en el Instituto P. S. Lesgaft de Ciencias Naturales en Leningrado hasta su muerte a la edad de 92 años. Basándose en registros astronómicos (como el Almagesto) especuló con que una gran parte de la historia humana había sido falsificada. Sus teorías sobre la cronología del Oriente Próximo e Israel antes del primer siglo antes de Cristo, atrajo posteriormente la atención de Anatoli Fomenko, quien basó su propia Nueva cronología en ellas. 
En sus últimos años, Morózov estableció un laboratorio en su nativo Borok, al norte de Úglich, para controlar y estudiar las "aguas interiores". En 1932, fue nombrado miembro honorario de la Academia de Ciencias de la Unión Soviética Su casa en Borok se ha convertido en un lugar conmemorativo abierto al público, y su tumba se halla cerca de la casa.

## Eponimia
- El cráter lunar Morozov lleva este nombre en su memoria.[2]
- El asteroide (1210) Morosovia también conmemora su nombre.[3]